# José López Latorre
José Víctor López Latorre (Rengo, 15 de diciembre de 1922-24 de abril de 2011) fue un futbolista chileno que se desempeñaba como mediocampista. Jugó en Magallanes y en la selección chilena, en donde conformó el plantel que disputó el Campeonato Sudamericano 1946. Era hermano del también futbolista Luis López.

## Trayectoria
Nacido en Rengo, se crio en el barrio de Recoleta en Santiago. Comenzó en el fútbol en la cancha del Patronato de San Ramón, cerca del Cementerio Católico. Formó parte del Carlos Navarrete, cuyo entrenador era José Avendaño, quien lo llevó a Magallanes.
Debutó en 1940, y en 1941, al enfermarse el peruano Pablo Pasache, pasó a formar en el centro de la línea media al lado de Carlos Albadiz y Luis Romero. Cuando volvió Pasache, López pasó a la derecha.

## Selección nacional
Fue llamado como reserva al Campeonato Sudamericano 1946, pero luego del primer partido contra Uruguay y a la suspensión de Domingo Pino, jugó todos los partidos restantes como defensa.

### Participaciones en Campeonatos Sudamericanos
| Sudamericano                 | Sede      | Resultado     | PJ | G |
| ---------------------------- | --------- | ------------- | -- | - |
| Campeonato Sudamericano 1946 | Argentina | Quinto puesto | 4  | 0 |

## Clubes
| Club       | País  | Año       |
| ---------- | ----- | --------- |
| Magallanes | Chile | 1940-1953 |